# Compón (heráldica)
Del francés compon, es un cuadrado de esmalte alternado que cubre el fondo de cualquier figura o mueble del escudo: en el compón superior izquierdo del escudo figuraba un jabalí derrotado.
Un compon es una porción de la bordura, de un palo, de una banda, dividido en espacios iguales.

## Algunos ejemplos

Bordura componada
Palo componado
Banda cargada de un compón.
Bordura componada estilo inglés, en el escudo de armas de Escudo de armas de John Beaufort, primer conde de Somerset.
Reyes de Navarra de la casa de Évreux.
Escudo de la ciudad de Mortain (Mancha)
Escudo de armas de Luis II de Évreux.